# Platystictidae
Platystictidae là một họ chuồn chuồn kim. Chúng trông rất giống với họ chuồn chuồn kim Protoneuridae. Các loài trong họ này có thể được tìm thấy khắp châu Á, Trung Mỹ, và Nam Mỹ.

## Các chi
Họ này gồm có các chi sau:
- Drepanosticta Laidlaw, 1917
- Palaemnema Selys, 1860
- Platysticta Selys, 1860
- Protosticta Selys, 1885
- Sinosticta Wilson, 1997
- Sulcosticta van Tol, 2005